# Dijon Football Côte-d'Or 2023-2024 (femminile)
Questa voce raccoglie le informazioni riguardanti il Dijon Football Côte-d'Or nelle competizioni ufficiali della stagione 2023-2024.

## Divise e sponsor
La tenuta di gioco è la stessa indossata dalla squadra maschile del Digione.
| Casa | Trasferta |

## Organigramma societario
Area tecnica
- Allenatore: Sébastien Joseph
- Vice allenatore: Guillaume Serra
- Preparatore dei portieri: Franck Taiana
- Preparatori atletici: Gaëlyann Rodot, Aurélie Cortial
- Medico sociale: Marie Chevillard
- Alaista video: Quentin Pinet

## Rosa
Rosa, ruoli e numeri di maglia tratti dal sito societario, integrati da Footofeminin.fr, aggiornati al 30 settembre 2023.
| N. |                      | Ruolo | Calciatrice      |
| -- | -------------------- | ----- | ---------------- |
| 1  | Belgio (bandiera)    | P     | Lisa Lichtfus    |
| 2  | Francia (bandiera)   | D     | Pauline Sierra   |
| 3  | Danimarca (bandiera) | D     | Cecilie Sandvej  |
| 4  | Francia (bandiera)   | D     | Léna Goetsch     |
| 5  | Polonia (bandiera)   | D     | Małgorzata Grec  |
| 6  | Francia (bandiera)   | D     | Hélène Fercocq   |
| 7  | Spagna (bandiera)    | A     | María Díaz       |
| 8  | Francia (bandiera)   | C     | Léa Declercq     |
| 9  | Canada (bandiera)    | A     | Latifah Abdu     |
| 10 | Francia (bandiera)   | A     | Madeline Roth    |
| 11 | Svizzera (bandiera)  | A     | Meriame Terchoun |

| N. |                       | Ruolo | Calciatrice         |
| -- | --------------------- | ----- | ------------------- |
| 14 | Danimarca (bandiera)  | C     | Sarah Jankovska     |
| 15 | Cina (bandiera)       | A     | Wu Chengshu         |
| 16 | Francia (bandiera)    | P     | Alice Pinguet       |
| 17 | Francia (bandiera)    | A     | Rose Lavaud         |
| 18 | Danimarca (bandiera)  | C     | Malou Marcetto      |
| 20 | Polonia (bandiera)    | A     | Klaudia Jedlińska   |
| 21 | Francia (bandiera)    | C     | Océane Picard       |
| 24 | Francia (bandiera)    | D     | Margaux Vairon      |
| 25 | Portogallo (bandiera) | D     | Morgane Martins     |
| 28 | Francia (bandiera)    | A     | Coralie Delacellery |

## Calciomercato

### Sessione estiva
| Acquisti | Acquisti          | Acquisti            | Acquisti     |
| R.       | Nome              | da                  | Modalità     |
| -------- | ----------------- | ------------------- | ------------ |
| P        | Alice Pingue      | Paris Saint-Germain | [ 2 ] [ 3 ]  |
| D        | Pauline Sierra    | Olympique Lione U19 | [ 2 ] [ 4 ]  |
| C        | Sarah Jankovska   | HB Køge             | [ 2 ] [ 5 ]  |
| C        | Malou Marcetto    | Brøndby             | [ 2 ] [ 6 ]  |
| C        | Océane Picard     | Metz                | [ 2 ] [ 7 ]  |
| A        | Latifah Abdu      | Strasburgo          | [ 2 ] [ 8 ]  |
| A        | Klaudia Jedlińska | SMS Łódź            | [ 2 ] [ 9 ]  |
| A        | Wu Chengshu       | Canberra United     | [ 2 ] [ 10 ] |

| Cessioni | Cessioni            | Cessioni            | Cessioni       |
| R.       | Nome                | a                   | Modalità       |
| -------- | ------------------- | ------------------- | -------------- |
| P        | Emily Burns         | Nantes              | [ 2 ] [ 11 ]   |
| P        | Emma Courdier       | ALC Longvic         | [ 2 ]          |
| D        | Kysha Sylla         | Olympique Lione     | fine prestito  |
| D        | Alicia Soleilhet    | Rodez               | [ 2 ]          |
| C        | Jenna Dear          | Sunderland          | [ 2 ]          |
| C        | Leïna Feddaoui      | Montauban           | [ 2 ]          |
| C        | Ekaterina Tyryškina | Montauban           | fine contratto |
| A        | Roselord Borgella   | Le Havre            | [ 2 ]          |
| A        | Océane Hurtre       | Paris Saint-Germain | fine prestito  |
| A        | Madeleine Yetna     | Grenoble            | [ 2 ]          |

## Risultati

### Division 1

#### Girone di andata
| Arbitro: | Rochebilière |

|                |           |  |
| Robert 3’, 74’ | Marcatori |  |

| Arbitro: | Elbour |

|                        |           |                                                      |
| Abdu 31’ Wu 86’, 90+2’ | Marcatori | 64’ Boilesen 74’ Boucly 90+6’ (rig.) Machart-Rabanne |

| Arbitro: | Daupeux |

|                 |           |  |
| Le Moguedec 71’ | Marcatori |  |

| Arbitro: | Laur |

|                           |           |               |
| Grabowska 63’ Kamczyk 70’ | Marcatori | 42’ Jankovska |

| Arbitro: | Efe |

|           |           |                                                                            |
| Davis 35’ | Marcatori | 5’ Bourdieu 30’ D. Corboz 36’ Thiney 38’ Dufour 54’ Le Mouël 79’ Ribadeira |

| Arbitro: | Vanderstichel |

|                                 |           |                                           |
| Cance 27’ Elisor 37’ Cardia 82’ | Marcatori | 60’ Abdu 74’ (rig.) Declercq 90+2’ Picard |

| Arbitro: | Rochebilière |

|                     |           |                                                  |
| Marcetto 59’ Wu 65’ | Marcatori | 12’ Geyoro 25’, 47’, 71’ Chawinga 73’ Vangsgaard |

| Arbitro: | Laur |

|                                                    |           |          |
| Sombath 34’ Dumornay 70’ Hegerberg 73’ Däbritz 89’ | Marcatori | 25’ Díaz |

| Arbitro: | Beyer |

|                                            |           |                       |
| Díaz 47’ Declercq 51’ (rig.) Jedlińska 58’ | Marcatori | 30’ Elmore 65’ Caputo |

| Arbitro: | Laur |

|              |           |  |
| Picard 90+4’ | Marcatori |  |

| Arbitro: | Efe |

|            |           |                     |
| Cambot 46’ | Marcatori | 43’ (aut.) Jézéquel |

#### Girone di ritorno
| Arbitro: | Gonçalves |

|  |           |                                                               |
|  | Marcatori | 51’ Grabowska 65’, 80’ Kouassi 88’ (aut.) Declercq 90’ Harris |

| Arbitro: | Beyer |

|                  |           |                            |
| Ribeyra 66’, 85’ | Marcatori | 21’ Jedlińska 34’ Marcetto |

| Arbitro: | Gerbel |

|              |           |  |
| Jedlińska 2’ | Marcatori |  |

| Arbitro: | Daupeux |

|                       |           |  |
| Carage 59’ Caputo 87’ | Marcatori |  |

| Arbitro: | Gerbel |

|             |           |                               |
| Goetsch 38’ | Marcatori | 6’, 90’ Däbritz 44’ Hegerberg |

| Arbitro: | Laur |

|  |           |                              |
|  | Marcatori | 28’ Declercq 45+2’ Jedlińska |

| Arbitro: | Daupeux |

|                         |           |  |
| Jedlińska 8’ Lavaud 71’ | Marcatori |  |

| Arbitro: | Beyer |

|                              |           |  |
| Katoto 13’ Chawinga 45’, 59’ | Marcatori |  |

| Arbitro: | Vandertische |

|              |           |                             |
| Terchoun 14’ | Marcatori | 7’ Stievenart 72’ Effa Effa |

| Arbitro: | Fournier |

|              |           |             |
| Terchoun 58’ | Marcatori | 52’ Mouchon |

| Arbitro: | Laur |

|  |           |              |
|  | Marcatori | 79’ Declercq |

### Coppa di Francia
| Arbitro: | Benmahammed |

|  |           |                                                                                             |
|  | Marcatori | 21’ (rig.) Jedlińska 37’ Chabod 42’ Jankovska 48’ Roth 72’, 88’ Terchoun 76’ Vairon 81’ Gay |

| Arbitro: | Gonçalves |

|                                               |           |          |
| Louis 16’ Harris 35’ Kamczyk 38’ Fontaine 90’ | Marcatori | 36’ Roth |

## Statistiche

### Statistiche di squadra
| Competizione     | Punti | In casa | In casa | In casa | In casa | In casa | In casa | In trasferta | In trasferta | In trasferta | In trasferta | In trasferta | In trasferta | Totale | Totale | Totale | Totale | Totale | Totale | DR  |
| Competizione     | Punti | G       | V       | N       | P       | Gf      | Gs      | G            | V            | N            | P            | Gf           | Gs           | G      | V      | N      | P      | Gf     | Gs     | DR  |
| ---------------- | ----- | ------- | ------- | ------- | ------- | ------- | ------- | ------------ | ------------ | ------------ | ------------ | ------------ | ------------ | ------ | ------ | ------ | ------ | ------ | ------ | --- |
| Division 1       | 22    | 11      | 4       | 2       | 5       | 15      | 27      | 11           | 2            | 3            | 6            | 11           | 20           | 22     | 6      | 5      | 11     | 26     | 47     | -21 |
| Coppa di Francia | -     | -       | -       | -       | -       | -       | -       | 2            | 1            | 0            | 1            | 11           | 4            | 2      | 1      | 0      | 1      | 11     | 4      | +7  |
| Totale           | -     | 11      | 4       | 2       | 5       | 15      | 27      | 13           | 3            | 3            | 7            | 22           | 24           | 24     | 7      | 5      | 12     | 37     | 51     | -14 |

### Andamento in campionato
| Giornata  | 1 | 2 | 3  | 4  | 5  | 6  | 7  | 8  | 9  | 10 | 11 | 12 | 13 | 14 | 15 | 16 | 17 | 18 | 19 | 20 | 21 | 22 |
| --------- | - | - | -- | -- | -- | -- | -- | -- | -- | -- | -- | -- | -- | -- | -- | -- | -- | -- | -- | -- | -- | -- |
| Luogo     | T | C | T  | T  | C  | T  | C  | T  | C  | C  | T  | C  | T  | C  | T  | C  | T  | C  | T  | C  | C  | T  |
| Risultato | P | N | P  | P  | P  | N  | P  | P  | V  | V  | N  | P  | N  | V  | P  | P  | V  | V  | P  | P  | N  | V  |
| Posizione | 8 | 7 | 10 | 10 | 11 | 10 | 11 | 12 | 11 | 8  | 9  | 9  | 9  | 9  | 9  | 10 | 9  | 8  | 8  | 9  | 8  | 8  |

Legenda:

Luogo: C = Casa; T = Trasferta. Risultato: V = Vittoria; N = Pareggio; P = Sconfitta.

### Statistiche delle giocatrici
| Giocatore      | Division 1 | Division 1 | Division 1  | Division 1 | Coppa di Francia | Coppa di Francia | Coppa di Francia | Coppa di Francia | Totale   | Totale | Totale      | Totale     |
| Giocatore      | Presenze   | Reti       | Ammonizioni | Espulsioni | Presenze         | Reti             | Ammonizioni      | Espulsioni       | Presenze | Reti   | Ammonizioni | Espulsioni |
| -------------- | ---------- | ---------- | ----------- | ---------- | ---------------- | ---------------- | ---------------- | ---------------- | -------- | ------ | ----------- | ---------- |
| L. Abdu        | 14         | 2          | 0           | 0          | -                | -                | -                | -                | 14       | 2      | 0           | 0          |
| C. Chabod      | 1          | 0          | 0           | 0          | 1                | 1                | 0                | 0                | 2        | 1      | 0           | 0          |
| C. Delacellery | 0          | 0          | 0           | 0          | -                | -                | -                | -                | 0        | 0      | 0           | 0          |
| M. Díaz        | 19         | 2          | 0           | 0          | -                | -                | -                | -                | 19       | 2      | 0           | 0          |
| L. Declercq    | 14         | 2          | 2           | 0          | 2                | 0                | 0                | 0                | 16       | 2      | 2           | 0          |
| H. Fercocq     | 21         | 0          | 4           | 0          | 2                | 0                | 0                | 0                | 23       | 0      | 4           | 0          |
| L. Gay         | 3          | 0          | 0           | 0          | 2                | 1                | 0                | 0                | 5        | 1      | 0           | 0          |
| L. Goetsch     | 22         | 1          | 0           | 0          | 2                | 0                | 0                | 0                | 24       | 1      | 0           | 0          |
| M. Grec        | 15         | 0          | 7           | 0          | 1                | 0                | 0                | 0                | 16       | 0      | 7           | 0          |
| S. Jankovska   | 19         | 1          | 2           | 0          | 2                | 1                | 0                | 0                | 21       | 2      | 2           | 0          |
| K. Jedlińska   | 18         | 5          | 4           | 0          | 2                | 3                | 1                | 0                | 20       | 8      | 5           | 0          |
| R. Lavaud      | 20         | 1          | 0           | 0          | -                | -                | -                | -                | 20       | 1      | 0           | 0          |
| L. Lichtfus    | 18         | -35        | 1           | 0          | 0                | 0                | 0                | 0                | 18       | -35    | 1           | 0          |
| M. Martins     | 21         | 0          | 0           | 0          | 1                | 0                | 0                | 0                | 22       | 0      | 0           | 0          |
| M. Marcetto    | 20         | 2          | 1           | 0          | 2                | 0                | 0                | 0                | 22       | 2      | 1           | 0          |
| O. Picard      | 20         | 2          | 1           | 0          | 2                | 0                | 0                | 0                | 22       | 2      | 1           | 0          |
| A. Pinguet     | 4          | -12        | 0           | 0          | 2                | -4               | 0                | 0                | 6        | -16    | 0           | 0          |
| M. Roth        | 21         | 0          | 2           | 0          | 2                | 2                | 0                | 0                | 23       | 2      | 2           | 0          |
| A. Said        | -          | -          | -           | -          | -                | -                | -                | -                | -        | -      | -           | -          |
| C. Sandvej     | 13         | 0          | 1           | 0          | 2                | 0                | 0                | 0                | 15       | 0      | 1           | 0          |
| P. Sierra      | 6          | 0          | 1           | 0          | 1                | 0                | 0                | 0                | 7        | 0      | 1           | 0          |
| M. Terchoun    | 19         | 2          | 4           | 0          | 1                | 2                | 0                | 0                | 20       | 4      | 4           | 0          |
| M. Vairon      | 19         | 0          | 3           | 0          | 2                | 1                | 0                | 0                | 21       | 1      | 3           | 0          |
| C. Wu          | 16         | 3          | 0           | 0          | 2                | 0                | 0                | 0                | 18       | 3      | 0           | 0          |